# Мала страна
Мала страна (на чешки: Malá Strana) е един от четирите исторически района на чешката столица Прага. На запад от нея на хълма се извисява Храдчани заедно със старинния замък Пражки град, а на изток се простира Старе место, с което тя е свързана чрез Карловия мост.
Този район около съвременната улица Нерудова и съвременния площад на Мала страна е населен от древността, тъй като се намира на търговския път покрай бреговете на Вълтава. През 1158 г. по заповед на крал Владислав II на мястото на отнесения при наводнение дървен мост над реката е построен каменният Юдитин мост, наречен на името на неговата съпруга кралица Юдит Тюрингска. Това се превръща в истинско събитие, тъй като дотогава в Централна Европа има само два каменни моста - при Регенсбург над река Дунав и при Дрезден над река Елба. Днес Юдитин мост вече не съществува, тъй като също е разрушен под напора на водите при поредно наводнение и на негово място е издигнат Карловият мост. По-късно през 1257 г. по време на управлението на крал Отокар II в Мала страна се заселват предимно германски търговци и занаятчии, както и представители на аристокрацията на Свещената Римска империя, а чешкото население се съсредоточава в съседното Старе место. По нареждане на Отокар II са издигнати градска стена и укрепления.
По време на хуситските войни и Тридесегодишната война Мала страна търпи сериозни разрушения, през 1648 г. е превзета от шведската армия и тук почти не остават готически и ренесансови сгради. Но през втората половина на XVII и през XVIII в. в Мала страна отново кипи бурно строителство, издигат се нови укрепления и разкошни барокови дворци.

## Забележителности
В Мала страна има голям брой дворци, сред които Моржинският от началото на XVIII в., в който днес се помещава посолството на Румъния, дворецът Шьонборн, собственост на посолството на САЩ от 1924 г., Валдщайнският дворец, в който заседава сенатът на Чехия, и др.
Бароковата църква Св. Николай от 1704-1756 г., която разделя площада на Мала страна на две части, е една от най-посещаваните забележителности на Прага.